# Pterolophia chekiangensis
Pterolophia chekiangensis är en skalbaggsart som beskrevs av J. Linsley Gressitt 1942. Pterolophia chekiangensis ingår i släktet Pterolophia och familjen långhorningar. Inga underarter finns listade i Catalogue of Life.